# 後手番一手損角換わり
| 9  | 8  | 7  | 6  | 5  | 4  | 3  | 2  | 1  |    |
| 香 | 桂 | 銀 | 金 | 王 |    | 銀 | 桂 | 香 | 一 |
|    | 飛 |    |    |    |    | 金 |    |    | 二 |
| 歩 | 歩 | 歩 | 歩 | 歩 | 歩 |    | 歩 | 歩 | 三 |
|    |    |    |    |    |    | 歩 |    |    | 四 |
|    |    |    |    |    |    |    | 歩 |    | 五 |
|    |    | 歩 |    |    |    |    |    |    | 六 |
| 歩 | 歩 |    | 歩 | 歩 | 歩 | 歩 |    | 歩 | 七 |
|    | 馬 |    |    |    |    |    | 飛 |    | 八 |
| 香 | 桂 | 銀 | 金 | 玉 | 金 | 銀 | 桂 | 香 | 九 |

後手番一手損角換わり（ごてばんいってぞんかくがわり、英: Gote's One-turn-loss Bishop Exchange）は、将棋の戦法の一種である。単に一手損角換わりとも呼ばれる。

## 概要
角換わりの序盤において、後手が△8五歩を省略するために早期に角交換する。
通常の角換わりであれば先手が8八の角を7七に移動するのに一手を費やし、後手がそれに応じて△7七角成として角を交換するところ、一手損角換わりでは後手番がいきなり△8八角成と角を取るため、先手は7九の銀で角を取り返すと同時に銀を一段上げることができてしまう。その結果として後手番である上にさらに一手損するという、従来は考え得なかった戦法である。先手側がこれを初手から▲7六歩△3四歩▲2二角成として△同銀に▲8八銀としてみると、1手損をしていることがわかる。
| 9  | 8  | 7  | 6  | 5  | 4  | 3  | 2  | 1  |    |
| 香 | 桂 | 銀 | 金 | 王 | 金 |    | 桂 | 香 | 一 |
|    | 飛 |    |    |    |    |    | 銀 |    | 二 |
| 歩 |    | 歩 | 歩 | 歩 | 歩 |    | 歩 | 歩 | 三 |
|    | 歩 |    |    |    |    | 歩 |    |    | 四 |
|    |    |    |    |    |    |    |    |    | 五 |
|    |    | 歩 |    |    |    |    | 歩 |    | 六 |
| 歩 | 歩 |    | 歩 | 歩 | 歩 | 歩 |    | 歩 | 七 |
|    | 銀 |    |    |    | 銀 |    | 飛 |    | 八 |
| 香 | 桂 |    | 金 | 玉 | 金 |    | 桂 | 香 | 九 |

具体的には、このように指して後手の8五の歩が8四に待機していることにより、8五に桂馬を跳ねる余地があるなど、作戦の幅が拡がる（図）。これがこの戦法の骨子である。
淡路仁茂によって考案された。阿部隆はこの手を指した淡路に思わず「先生、やめたほうが良いですよ」と言ってしまったという。青野照市は淡路の棋譜をみて随分とうまくいったとし、順位戦A級などで指し始めた。青野によると居飛車でも角換わりは飛車先を突かない方が手が広い意味があるが、序盤早々にわざと手損をするので、現役のプロ棋士ではためらいがあったが、以前から南口繁一や小堀清一らが、矢倉戦を避けるために自分の好きな角換わりに持ち込むために指されていたという。ただし、飛車先を保留する意味での作戦としては現在までなかったとしている。
2004年頃から盛んにプロ棋士が採用するようになった。2007年の現役棋士が選ぶ衝撃の新手・新戦法ベスト10では、第3位にランクインしている。
瀬川晶司は、一手損角換わりがまだプロで指されていない時に、アマチュア強豪の藤井真司に大会で指され、奨励会を退会してアマ大会に復帰した直後で、わざわざ1手損してきて喜んでいたが、うまく指されて負かされたという。その後プロで流行り、先見の明があったとしている。
2005年の名人戦（森内俊之に羽生善治が挑戦）では、7番勝負のうち2局でこの戦法が採用された（結果は1勝1敗）。淡路はこの戦法によって第33回（2006年）升田幸三賞を受賞した。
従来、将棋は先手が若干有利であるとされていたが、2008年度の日本将棋連盟公式棋戦において .503 - .497 と微差ながら、統計開始以降はじめて後手の勝率が先手のそれを上回った。青野照市によれば、この事件に最も貢献したのがこの後手番一手損角換わりであるという。

## 手順例
先手が初手▲7六歩に△8四歩▲2六歩△8五歩…となれば、後手飛車先を保留しない通常の角換わりであるが、初手▲7六歩に△3四歩であれば、以下▲2六歩△8四歩▲2五歩に△8八角成とする。また、▲7六歩△3四歩▲2六歩に△8八角成でもかまわない。
初手▲2六歩から指し、△8四歩▲2六歩△8五歩▲2五歩△3二金▲7六歩とする角換わり模様の場合も、▲2六歩に△3四歩とし、以下▲7六歩△8四歩▲2五歩に△8八角成とする。あるいは▲7六歩にすぐ△8八角成とすればよく、また▲2六歩△3四歩▲2五歩でも△3三角で▲7六歩に△8八角成▲同銀△2二銀とすれば、後手は一手損角換わりに持ち込むことができる。
上図の後手番一手損角換わりの例では、▲7六歩△3四歩▲2六歩△3二金の阪田流向かい飛車の出だしから、▲2五歩に△8八角成、あるいは▲2六歩△3四歩▲7六歩△3二金▲2五歩など、いくつかある。

## 展開例
角換わりには様々な戦法がある。以下では一手損角換わりに対する、先手の腰掛け銀・棒銀・早繰り銀それぞれの展開例を記す。

### 腰掛け銀
角換わり腰掛け銀とほぼ同様。ただし、上記で述べた通り同型になった際に後手の飛車先の歩が8四にあるため、△8五桂からの反撃が可能になるなど指し手の幅が広がり、研究の幅が広がった。従来の△8五歩型と比較して、同型腰掛け銀においても純粋に後手得というわけではないが、手が広がっているため、先手に一方的に主導権を握られる展開をある程度は避けやすい。
図1は、大正6年10月の先手土居市太郎後手坂田三吉戦。この一戦で坂田が当時としても珍しい一手損角換わりを採用している。局面は図1の▲4五歩に後手△同歩▲2四歩△同歩▲3五歩△4三金右▲4一角△3五歩▲7四角成と進んでいる。
当初は先手も後手も特に工夫することなく、素直に通常の角換わり腰掛け銀に組んでいけば、例図のような局面になり、この順で指すことも結構多くあった。この局面は2003年竜王戦本戦の先手谷川浩司対後手山崎隆之戦で初めて現れ、以降しばらく先手が8連勝する。以降の通算でも2010年までに先手が28勝15敗、勝率6割5分1厘となっていた。ただし1998年以降に限ると11局指されて後手が6勝5敗と勝ち越していく。以降は先手の対応は早繰り銀や棒銀に移行し、先手にとって最後の手段と化していった。
『イメージと読みの将棋観2』（2010年、日本将棋連盟）では例図の場合後手陣が△8五桂と飛べるのが大きく、谷川浩司は先手の得がこの順ですでに消えているとしている。さらに渡辺明は先手から▲7五歩と桂頭を攻める手がなく、後手陣は右辺だけで受けるので楽になっているという。羽生善治は先手が若干苦しいと思われているのも一因とみており、佐藤康光はこの局面から▲4五歩が指しにくいとしている。

### 棒銀
| 9  | 8  | 7  | 6  | 5  | 4  | 3  | 2  | 1  |    |
| 香 | 桂 |    | 金 | 王 |    |    | 桂 | 香 | 一 |
|    | 飛 |    | 銀 |    |    | 金 |    |    | 二 |
| 歩 |    | 歩 |    | 歩 | 歩 | 銀 | 歩 |    | 三 |
|    | 歩 |    | 歩 |    |    | 歩 |    | 歩 | 四 |
|    |    |    |    |    |    |    | 歩 | 歩 | 五 |
|    |    | 歩 |    |    |    |    | 銀 |    | 六 |
| 歩 | 歩 |    | 歩 | 歩 | 歩 | 歩 |    |    | 七 |
|    | 銀 | 金 |    |    |    |    | 飛 |    | 八 |
| 香 | 桂 |    |    | 玉 | 金 |    | 桂 | 香 | 九 |

先手側からすれば、後手の手損を直接的にとがめるため、早い展開に持ち込もうと考えるのも当然である。腰掛け銀に比べ早く戦いを起こせる棒銀で挑めば、手損している後手は当然不利になるのではないか、と考えられ試された。しかし先手棒銀は従来の角換わり型で勝率が芳しくなかったため、一手損でもある程度後手やれると考える人が多く、有力ではあるものの明快な対策にはならないようである。また先手棒銀の展開の場合、一手損したが故に△8四歩の形であるため、1筋での銀香交換のあと、▲6六角から▲8四香という攻めの筋を消しているのも一手損の効果の一つである。
右図の超急戦は、1999年度の第22期竜王戦決勝トーナメントの森内俊之対羽生善治戦などで現れた。同対局では、▲1五歩△同歩▲同銀△同香▲同香△1三歩▲1二歩に後手の羽生は△2二銀打にあまり良い印象をもっていなかったため△2二銀とした。森内も銀打であればしばらくは玉形の整備であるが、こちらの方がすぐ戦いになって怖かったという。△2二銀以下は▲2四歩△同歩▲同飛△2三銀打▲2八飛△1二銀▲2四歩△6三銀▲5六角△7四角▲3四角△２三歩▲2七香と進んで乱戦となっていったため、先手が好んで指す順かどうか難しい面があるという。一方でこの将棋の手順は、後手が避けることが難しい。
この局面の出現から2010年3月までに公式棋戦で4局指されて先手の3勝1千日手という結果が残る。意外と指されていないので、未知の部分が多い。

### 早繰り銀
| 9  | 8  | 7  | 6  | 5  | 4  | 3  | 2  | 1  |    |
| 香 | 桂 |    | 金 | 王 |    |    | 桂 | 香 | 一 |
|    | 飛 |    |    |    |    | 金 |    |    | 二 |
| 歩 |    | 歩 |    | 歩 | 歩 | 銀 | 歩 |    | 三 |
|    |    |    | 歩 | 銀 |    |    |    | 歩 | 四 |
|    | 歩 |    |    |    |    | 銀 | 歩 |    | 五 |
|    |    | 歩 |    |    |    |    |    | 歩 | 六 |
| 歩 | 歩 |    | 歩 | 歩 | 歩 |    |    |    | 七 |
|    | 銀 | 金 | 玉 |    |    |    | 飛 |    | 八 |
| 香 | 桂 |    |    |    | 金 |    | 桂 | 香 | 九 |

やはり後手の手損を咎めるために早繰り銀も有力であり、一時期流行していた。当初はこの早繰り銀を避けるため、後手は1筋の端歩を打診された時に受けずに駒組みを進める手が多かった。ただその場合は先手が▲1五歩と端を突き越せるため、▲1五歩型先手右玉という手段が有力になった。
現在はあえて早繰り銀を避けずに、後手が△8五歩と今度は保留したはずの歩を敢えて伸ばし、早繰り銀に対して相性の良い腰掛け銀で対応する手法などがあり、明快に先手良しとするまでには至っていない。例図の局面はとくに出現時から2010年3月までに指されて先手の25勝44敗と悪い結果になっているため、先手がやりづらくなっている。結果この局面から▲2四歩は指しにくいとし、▲7九玉が多くなった。以下後手が△8六歩▲同歩△同飛で▲2四歩△同歩▲7七角や▲2四同銀などの他、▲7九玉に変えて▲3四歩なども指されていく。
藤井猛や森内俊之によると先手の飛車のこびんが開いているのは弱点になって狙われやすくなっていることに加え、後手の飛車は攻防の好位置で、飛車の安定度であるとしている。

### ポンポン桂
| 9  | 8  | 7  | 6  | 5  | 4  | 3  | 2  | 1  |    |
| 香 | 桂 |    |    |    |    |    | 桂 | 香 | 一 |
|    | 飛 |    |    | 金 | 王 | 金 |    |    | 二 |
| 歩 | 歩 |    | 銀 | 歩 | 歩 | 銀 | 歩 |    | 三 |
|    |    | 歩 | 歩 |    |    | 歩 |    |    | 四 |
|    |    |    |    |    |    | 歩 | 歩 | 歩 | 五 |
|    |    | 歩 |    |    | 歩 |    |    |    | 六 |
| 歩 | 歩 |    | 歩 | 歩 |    | 桂 |    |    | 七 |
|    | 銀 | 玉 |    | 金 | 銀 |    | 飛 |    | 八 |
| 香 | 桂 |    | 金 |    |    |    |    | 香 | 九 |

急戦策が有力であるなら、やはりポンポン桂も考えられる。後手は桂ポンを警戒し慎重な駒組を行うため、先手としてはコツが必要になってくる。
まず、１筋の突き合いを入れておき、７八の地点に金ではなく玉を配置する。戦いの準備ができたら、▲１五歩△同歩▲３五歩と仕掛けていく。後手は反撃の準備が遅れているのが目立つ。